# Hatsukari
El Hatsukari (初雁?) fue el cuarto y último torpedero japonés de la clase Chidori. Sirvió en la Armada Imperial Japonesa durante la Segunda Guerra Mundial.

## Historia
Fue el último miembro de su clase en contar con la configuración original que produjo el incidente Tomozuru. Poco después de su asignación fue modificado a la versión corregida, que a su vez dio origen a la siguiente clase de torpederos pesados japoneses, la clase Ōtori.
Su cometido principal fue la escolta de convoyes. El 6 de enero de 1943 remolcó a puerto a su gemelo Tomozuru, dañado en un ataque aéreo. un mes después, el 5 de febrero resultó a su vez dañado por otro ataque aéreo, aunque sin recibir daños de consideración. Más grave fue su colisión con una mina el 7 de noviembre, cerca de Hong Kong. 
El 24 de mayo de 1944, nuevamente en Hong Kong, la falta de combustible forzó a su permanencia e inactividad en ese puerto hasta el fin de la guerra, cuando fue tomado por los británicos. En 1948 se inició su desguace.